# Primi ministri del Nagorno Karabakh
I primi ministri del Nagorno Karabakh (in armeno Արցախի հանրապետության վարչապետ?) sono stati coloro che hanno ricoperto la carica di capo del governo dell'autoproclamata repubblica del Nagorno Karabakh a partire dalla sua dichiarazione di indipendenza del 6 gennaio 1992 fino all'abolizione della carica il 7 settembre 2017, a seguito del referendum costituzionale del 20 febbraio 2017.
Due di loro, Robert Kocharyan e Leonard Petrosyan, hanno altresì ricoperto in diverso periodo il ruolo di Presidenti della repubblica.
Il mandato del primo ministro (che presiedeva il Consiglio dei ministri) era quinquennale.

## Lista dei primi ministri della Repubblica del Nagorno Karabakh
| # | Nome                | Inizio mandato    | Fine mandato      | Partito       |
| - | ------------------- | ----------------- | ----------------- | ------------- |
| 1 | Oleg Yesayan        | 8 gennaio 1992    | agosto 1992       | (nessuno)     |
| 2 | Robert Kocharyan    | agosto 1992       | dicembre 1994     | (nessuno)     |
| 3 | Leonard Petrosyan   | dicembre 1994     | giugno 1998       | (nessuno)     |
| 4 | Zhirayr Poghosyan   | giugno 1998       | 24 giugno 1999    | (nessuno)     |
| 5 | Anushavan Danielyan | 30 giugno 1999    | 12 settembre 2007 | (nessuno)     |
| 6 | Arayik Harutyunyan  | 14 settembre 2007 | 7 settembre 2017  | Libera Patria |